# アイスホッケーウクライナ代表
アイスホッケーウクライナ代表（アイスホッケーウクライナだいひょう、ウクライナ語: Збірна України з хокею із шайбою、英語: Ukraine national ice hockey team）はウクライナアイスホッケー連盟によるアイスホッケーナショナルチーム。2011年時点の世界ランキングは19位。これまでのアイスホッケー世界選手権での最高成績は2002年の9位。ウクライナでは人口の0.008%にあたる4190人の選手が登録されている。

## 主な記録

### 冬季オリンピック
| 1994年 | リレハンメルオリンピック       | 予選敗退 |
| 1998年 | 長野オリンピック               | 予選敗退 |
| 2002年 | ソルトレイクシティオリンピック | 10位     |
| 2006年 | トリノオリンピック             | 予選敗退 |
| 2010年 | バンクーバーオリンピック       | 予選敗退 |

### 世界選手権
- 1930年～1992年 ソ連領であったため参加できず
- 1993年 18位 プールC2位
- 1994年 23位 プールC3位
- 1995年 23位 プールC3位
- 1996年 22位 プールC2位
- 1997年 21位 プールC1位
- 1998年 17位 プールB1位
- 1999年 14位
- 2000年 14位
- 2001年 10位
- 2002年 9位
- 2003年 12位
- 2004年 14位
- 2005年 11位
- 2006年 12位
- 2007年 16位（ディビジョンI 降格）
- 2008年 ディビジョンI グループB 2位
- 2009年 ディビジョンI グループB 2位
- 2010年 ディビジョンI グループA 2位
- 2011年 ディビジョンI グループB 3位

## ギャラリー

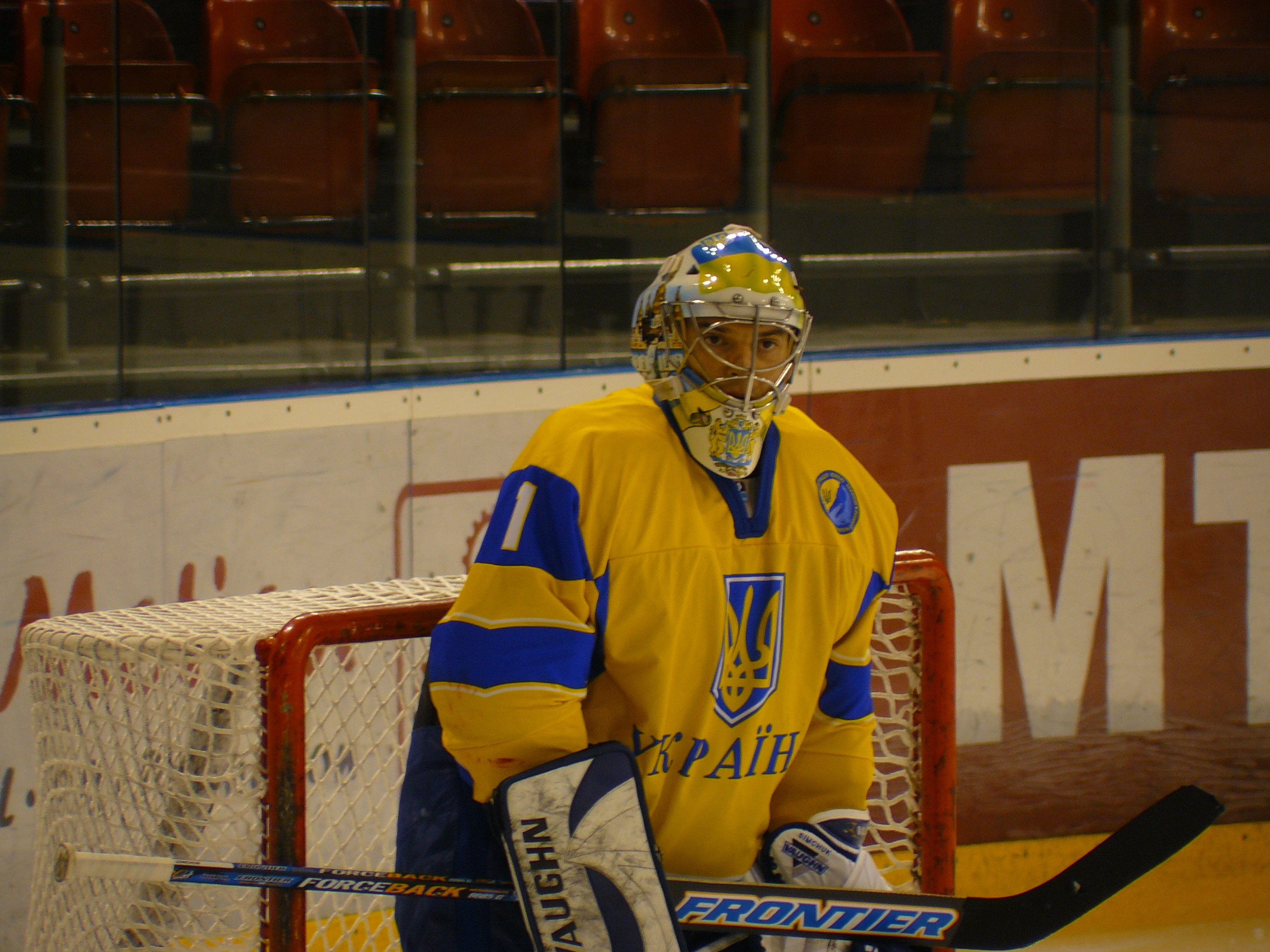
コンスタンチン・シムチュク
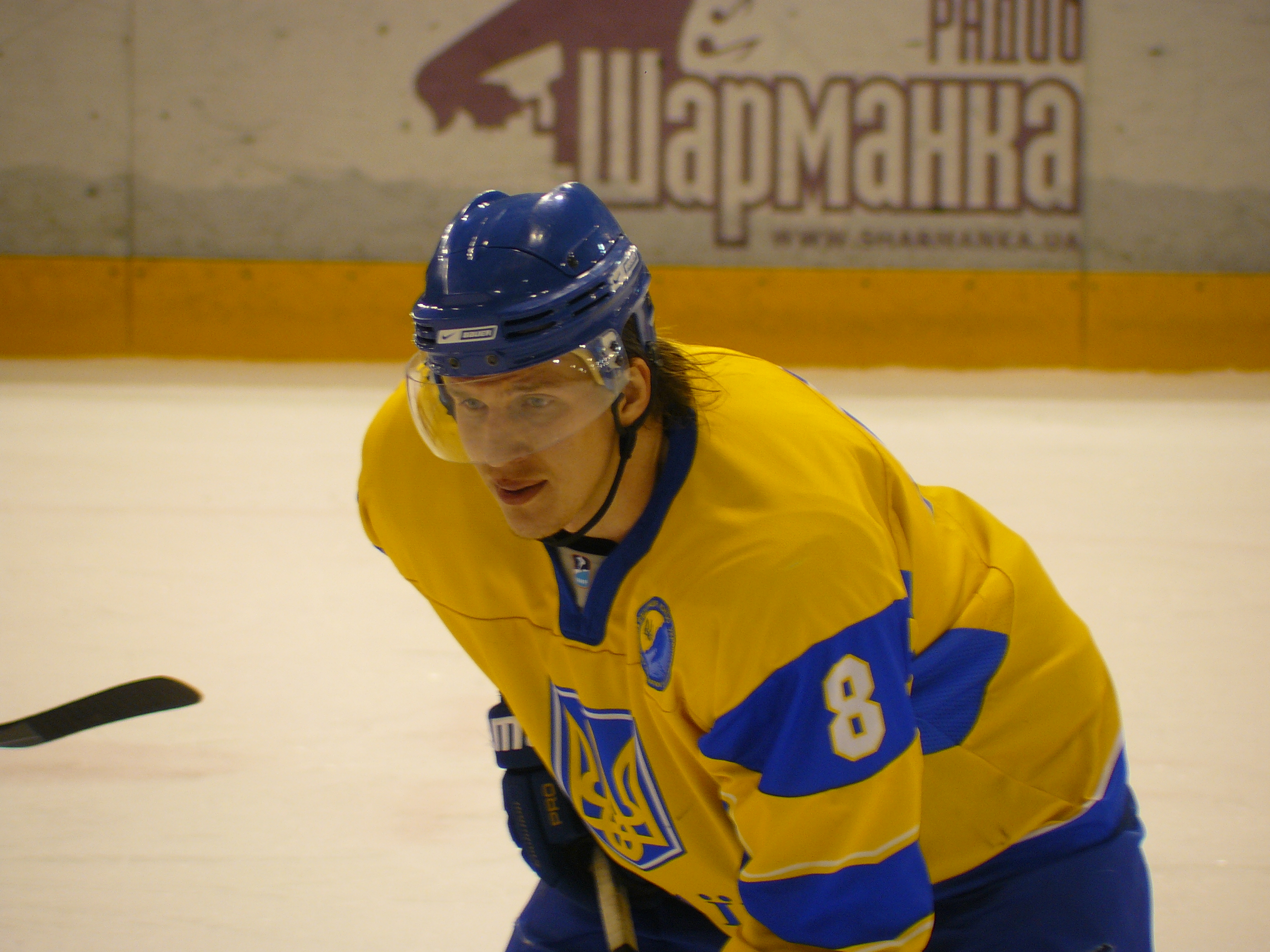
アンドリー・ミフノフ
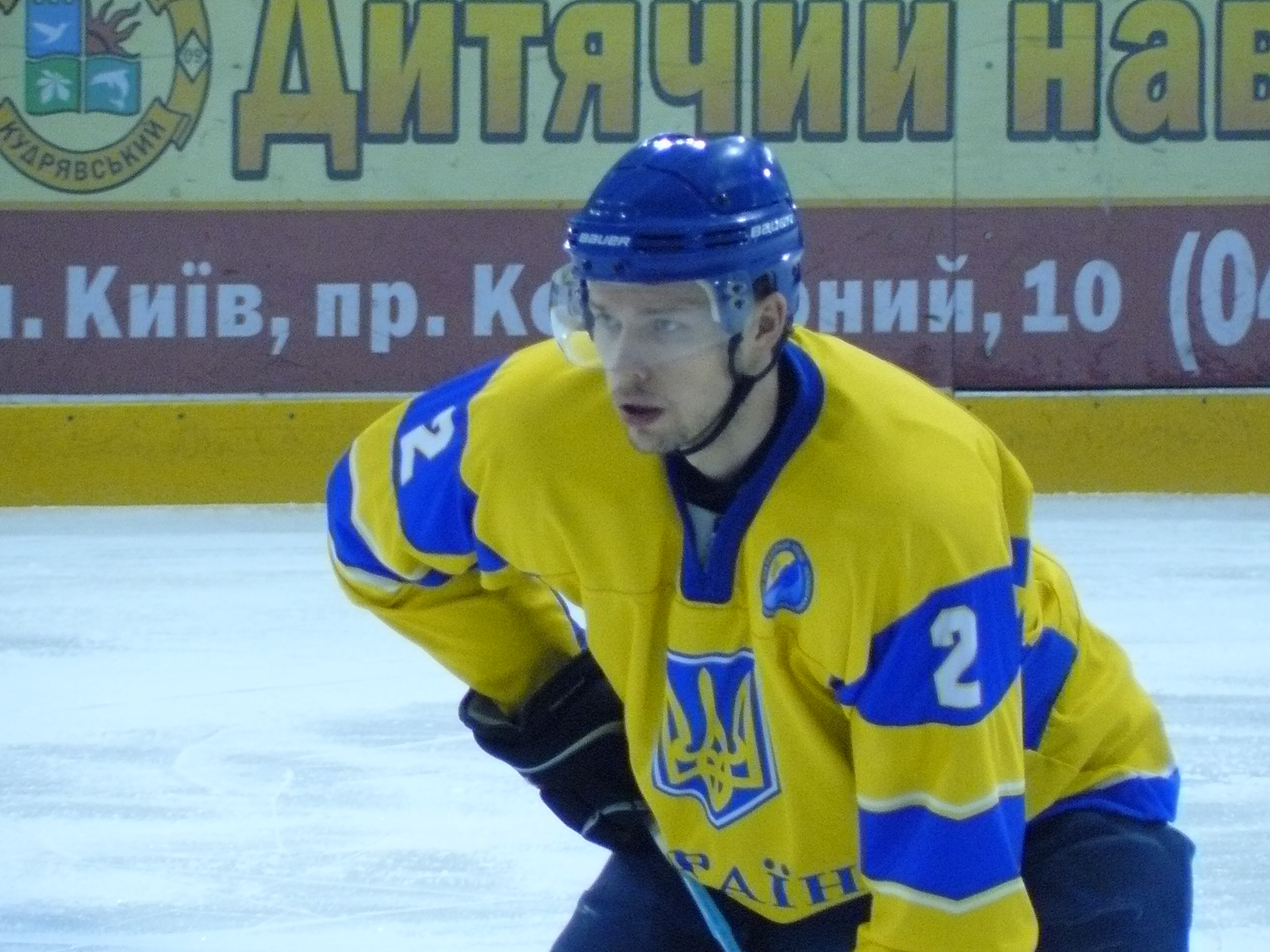
ミコラ・ラディジン
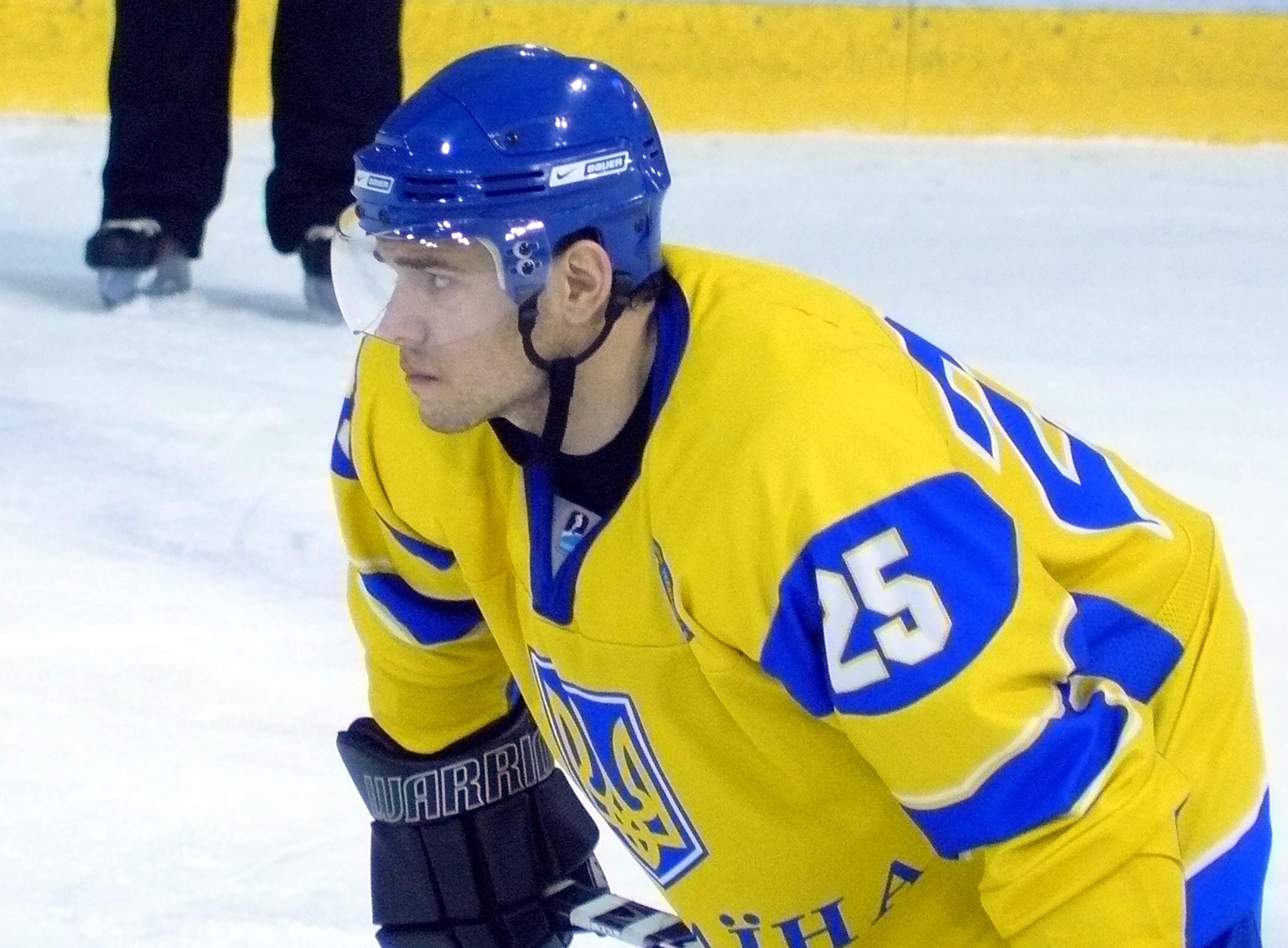
オレクサンドル・ポビェドノスツェフ
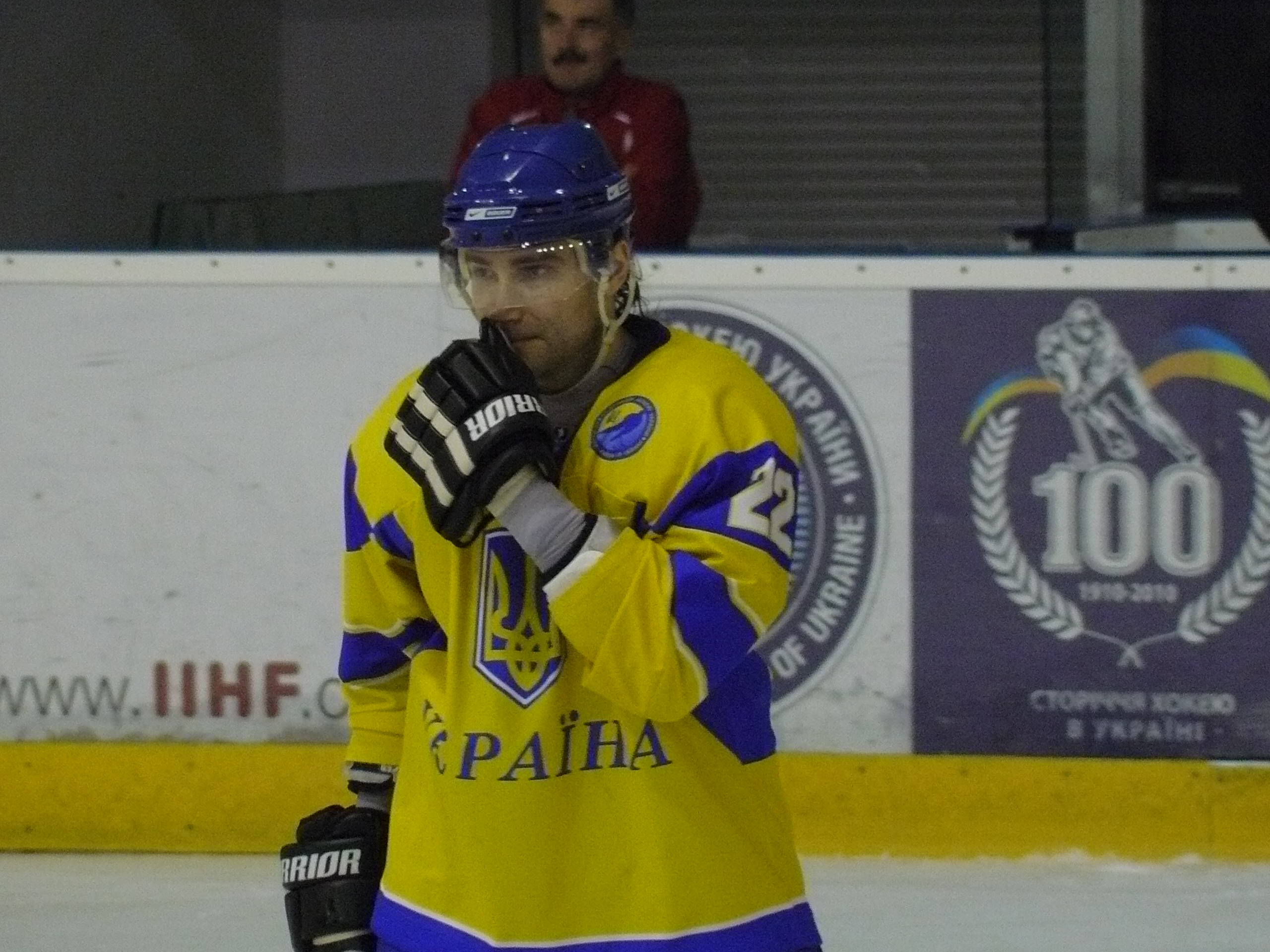
ドミトロ・ツィルル
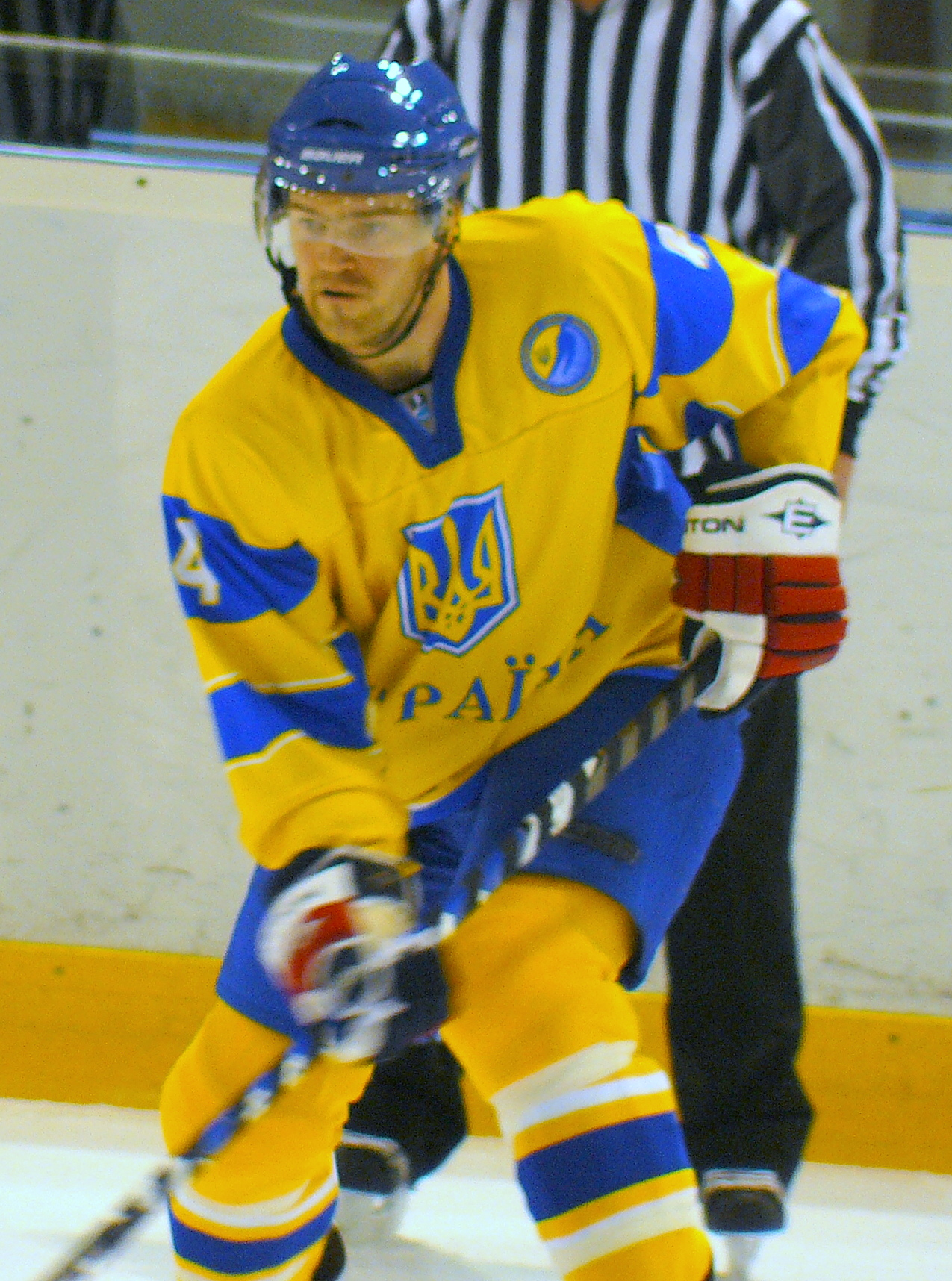
ドミトロ・トルクノフ
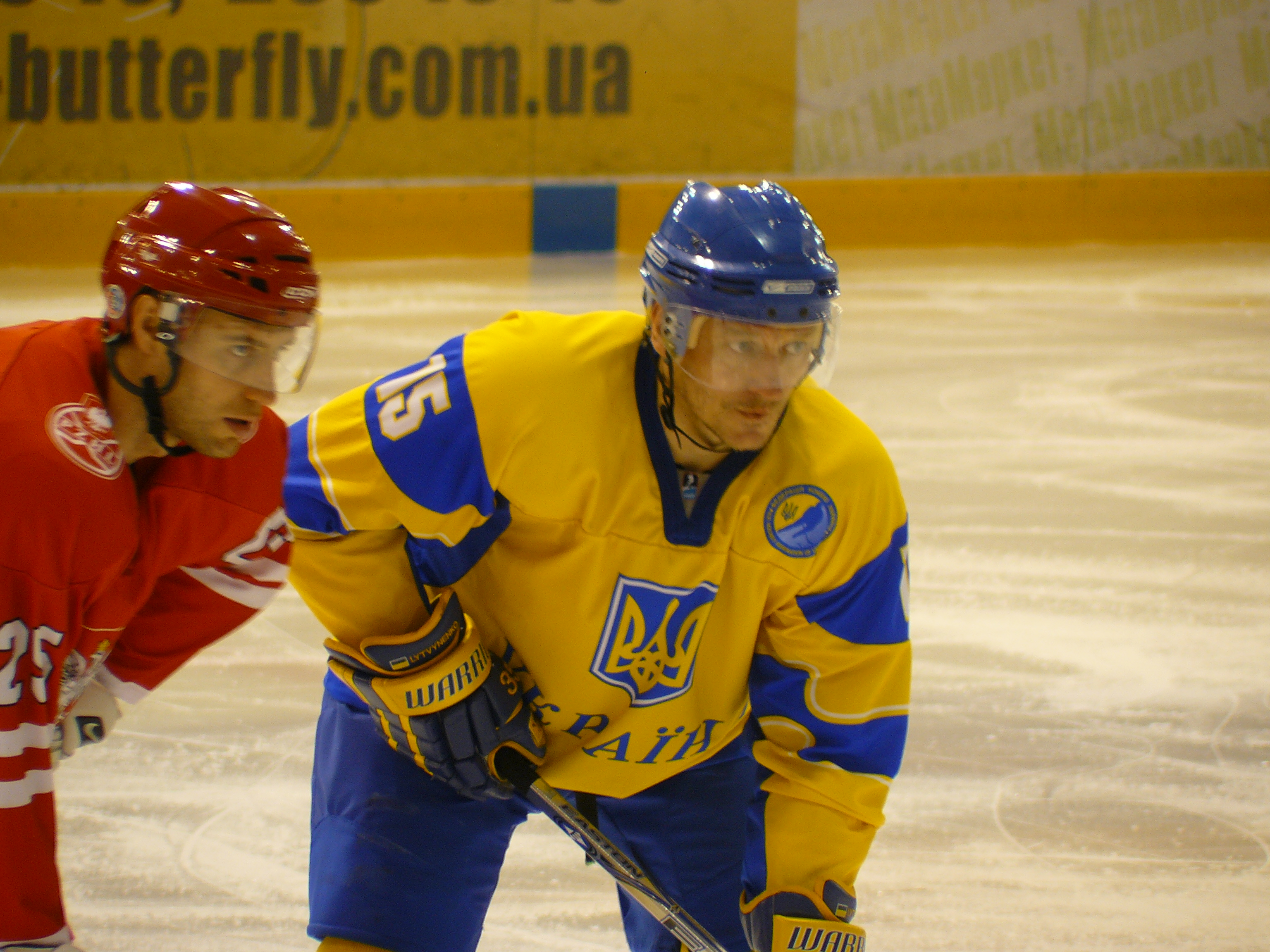
ヴィタリー・リトヴィネンコ
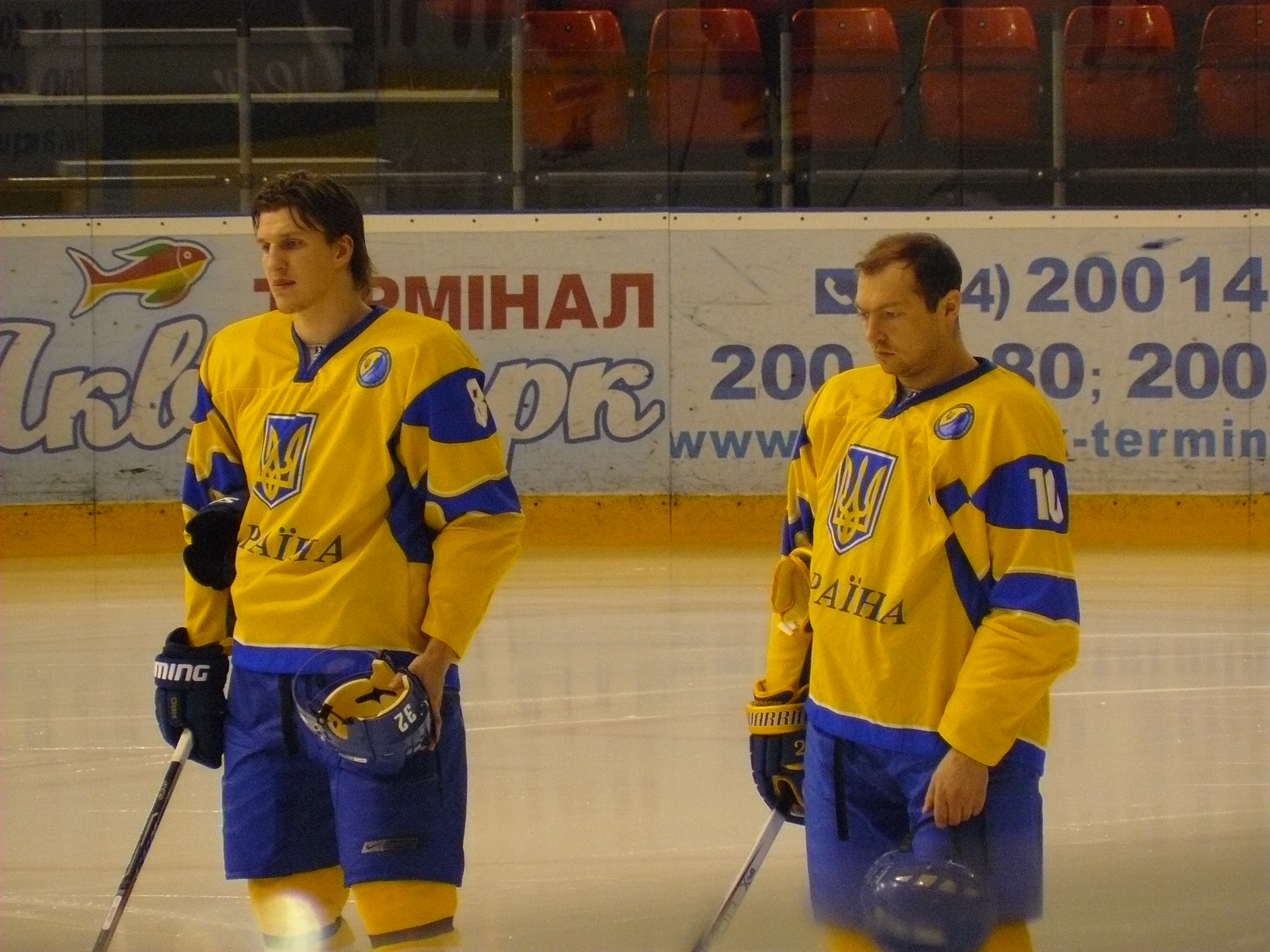
アンドリー・ミフノフとヴァディム・シャフライチュク